# Torre Lupara (Fonte Nuova)
La Torre Lupara, o Torre San Sebastiano, è sita in via della Torre nel comune di Fonte Nuova, nella città metropolitana di Roma Capitale.
Tor Lupara, fino agli anni cinquanta, era una tenuta che ha preso il nome dalla torre stessa, la tenuta era antica quanto la torre.

## Storia
Pare essere costruita sin dall'XI secolo quando le famiglie baronali cominciarono ad abitare nei castra o casalia. Una volta scongiurato il problema delle invasione saracene viene trasformata in torre di vedetta delle prime abitazioni di Tor Lupara.
La prima menzione è del 1360. Possedimento del castello fu la chiesa di Santa Margherita, chiesa sita al di fuori della cinta muraria in via Valle dei Corsi, nel punto della via che gira a nord ovest. La chiesa era già esistente quando fu costruito il castello. L'unico ricordo nella toponomastica di Tor Lupara è nel fontanile di Santa Margherita (una piantina di Peperelli cita anche un Casale di Santa Margherita). La torre controllava via Nomentana fino a Mentana e la limitrofa via di Conca. Quest'ultima via era usata come via di transumanza ed usata fino ad un non ben precisato anno recente.

## Descrizione
È una torre semaforica. Era provvista di un antemurale e di qualche pozzo per l'approvvigionamento idrico. La base è a forma quadrata. L'ingresso è posto a sud, murato durante gli ultimi restauri. I piani sono suddivisi in ballatoi lignei. Fra il pianterreno ed il primo piano era posta una volta. Una seconda volta era posta nell'ultimo piano attualmente crollata e mai ricostruita. attraverso la seconda volta era possibile raggiungere la terrazza in cima alla torre mediante una botola. Le due volte erano strategicamente costruite per ovviare ad aggressioni nemiche mediante l'utilizzo di scale (verosimilmente retrattili all'uopo). Dalla cima spesso venivano lanciati segnali luminosi in caso d'avvistamento nemico. La volta superiore serviva per far rimbalzare i proiettili lanciati dall'invasore. Dal basso verso l'alto sono stati utilizzati vari tipi di mattoni, cioè, selce, una banda di scaglie di roccia calcarea ed infine mattoni rossi misti a selci e mattoncini di tufo facendo chiamare la torre anche torre tricolore. Causa il crollo della parte superiore e dei successivi restauri che hanno interessato tale zona è impossibile dedurre se la torre era provvista o no di merlatura.
Molti fori attestano la presenza di travi di legno. Le finestre sono rettangolari. Sul lato ovest vi sono dei tratti di una muratura.. I fori sono tuttora usati dai piccioni per la cova.